# Лука Столпник
Свети Лука Столпник је стилит из 10. века.

## Житије
Његово житије је сачувано само у једном рукопису који датира из 11. века. Рођен је вероватно око 900. године, мада се као година његовог рођења наводи 879, у селу Атиком у малоазијској области Анатолици. Потицао је из имућне породице војника, па је и сам са осамнаест година учествовао у походу против Бугара, који је био неуспешан и где је изгинуло много људи. Са двадесет и четири године је постао свештеник, али је наредних неколико година остао и у војсци. Лука је одбацио породицу и пријатеље и предао се аскетизму; јео је искључиво дивље траве, спавао на поду и стављао на себе ланце, да би се потом повукао у манастир Светог Захарија у области Битинији у Малој Азији. Коначно, провео је преко четрдесет година на Евтропијевом стубу у граду Халкедону близу Цариграда.

## Празник
Православна црква слави овог свеца 11. децембра, када је и умро 979. године.